# Brugsche Courant

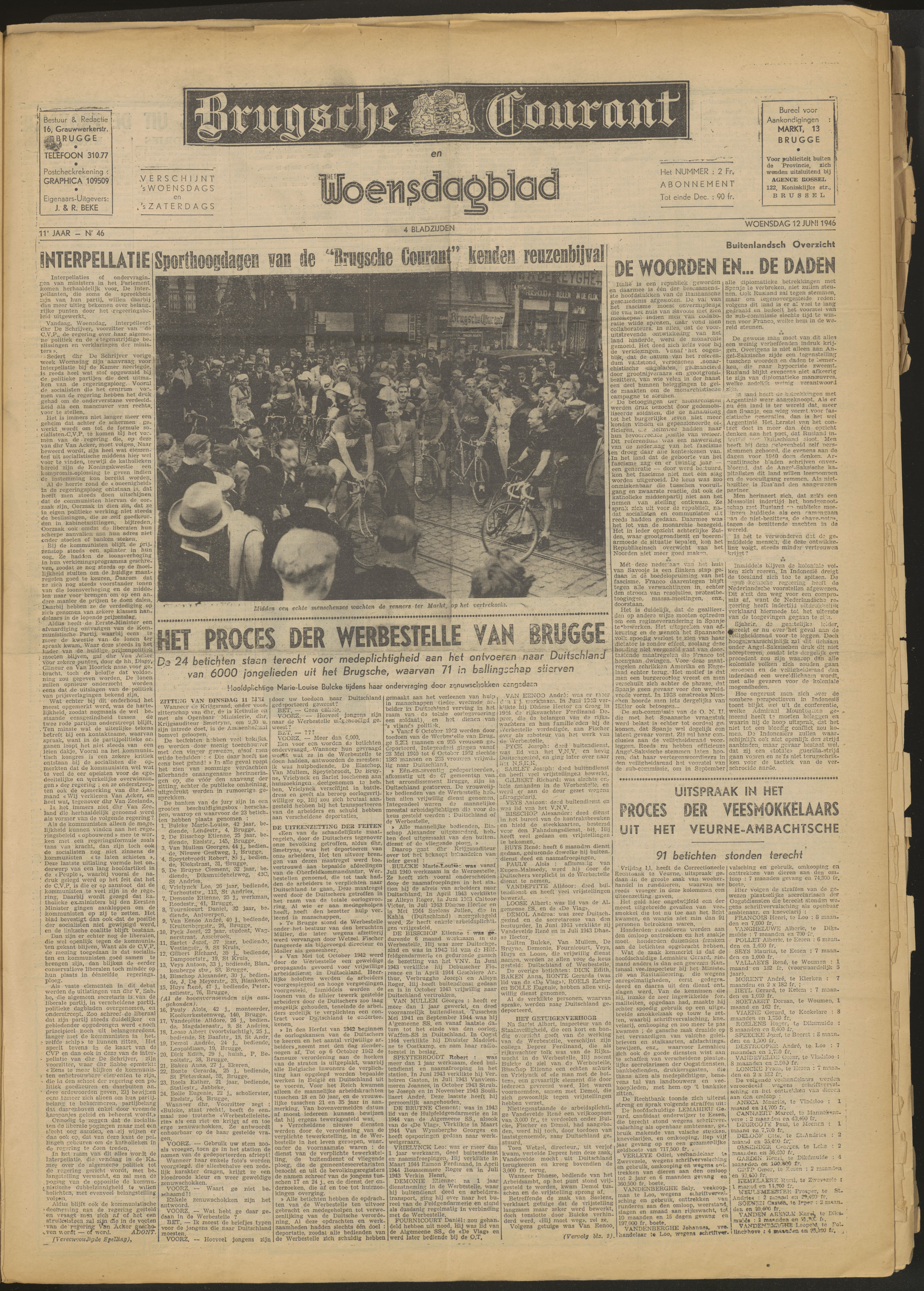
Voorpagina van de Brugsche Courant van 12 juni 1946. Krant bewaard in en gedigitaliseerd door Openbare Bibliotheek Brugge.

Brugsche Courant was een Brugse krant die tweemaal per week verscheen, met de uitgave op woensdag die de naam Woensdagblad droeg, en dit van 1936 tot 1958.

## Geschiedenis
Sinds 1908 had Gustaaf Stock zijn drukkerij overgebracht van de Gouden-Handstraat naar de Grauwwerkersstraat. Hij drukte er onder meer  de Gazette van Brugge, die door hem uitgegeven was. Toen deze krant, op bevel van de Katholieke Partij werd stopgezet, bleef hij nog enkele tijd verder als drukker actief.
In 1923 verkocht hij zijn drukkerij aan de vennootschap Graphica, eigendom van Jozef Beke (1871-1952). Deze drukkerij zou onder hem en onder zijn zoon Raymond Beke (1898-1975) actief blijven tot op het einde van de jaren negentienvijftig. 

## Brugsche Courant
De Brugsche Courant was een neutrale krant, die eerder de populaire toer opging. Ze ging de rechtstreekse concurrentie aan met het Brugsch Handelsblad en met Burgerwelzijn. De Brugsche Courant kende twee edities per week, de ene onder de naam Brugsche Courant, op woensdag onder de naam Woensdagblad, waarin de Brugse dichter en uitgever Louis Beyaert-Carlier een kunstrubriek verzorgde.
In mei 1940 hield de krant er zodra de stad door de Duitsers was bezet onmiddellijk mee op. Vanaf 14 september 1944 verscheen zij weer en,  gelet op de tijdelijke verdwijning van het Brugsch Handelsblad, kende de Brugsche Courant een goede oplage. De krant nam toen een zeer patriottische toon aan en was vooral zeer actief in het verslaan van de processen voor de krijgsraad en het op harde toon bespreken van vervolgde collaborateurs. Vooral de zaak tegen het Brugsch Handelsblad en Maurice Herreboudt en zijn beide zoons, die allen in het kamp van Sint-Kruis opgesloten werden, werd nauwlettend gadegeslagen en uitgebreid weergegeven. Zij werden in 1948 vrijgesproken, waardoor het Brugsch Handelsblad weer kon verschijnen. 
In de eerste naoorlogse jaren verschenen in De Brugsche Courant bijdragen van onder meer Emile Buysse die er van 1950 tot 1957 als hoofdredacteur fungeerde, van Marcel Van de Velde, Jos De Smet en Albert Schouteet. Ook de jonge jurist Jan Baert (1920-1987) was in 1950-'52 aan de krant verbonden, voordat hij naar Limburg verhuisde en daar grote carrière maakte aan het hoofd van Het Belang van Limburg.
Nadat in 1948 het Brugsch Handelsblad weer kon verschijnen, daalde de oplage van de Brugsche Courant stelselmatig, om na enige tijd zwaar verlieslijdend te worden. De Brugsche Courant verdween begin 1958 en binnen afzienbare tijd ook de drukkerij.